# 吴克华
吴克华（1913年12月7日—1987年2月13日），曾用名吴克家，江西弋阳人，中国人民解放军中将。
吴克华出生于江西省弋阳县曹溪区芳墩村（今属中畈乡）一个农民家庭。1928年在家乡参加农民暴动，1929年秋参加中国工农红军，并进入信江军政学校学习，同年加入中国共产党。1930年1月军校结业，任赣东北红军独立团战士。同年7月红十军成立后，先后任副排长、连长、军部特务连连长。1933年1月随红十军到中央苏区，6月闽赣军区成立后任教导大队队长，7月红七军团成立后任20师60团1营营长，12月入瑞金红军大学培训。1934年4月任红22师65团2营营长，其后又任少先队中央总队部参谋长，红八军团第21师第63团参谋长。1934年10月随中央苏区参加长征，期间任红五军团第13师39团参谋长。1935年1月参加贵州土城战斗，7月任13师37团团长。1936年10月被撤去团长职务，留党察看3个月，后调五军团侦察科。不久，进抗日红军大学学习。1937年4月撤销对他的处分。
抗日战争期间，1937年8月抗大毕业后与张爱萍赴上海，任抗日救国团体游击战术训练班教员。1938年1月任湖北黄安七里坪湖北青年训练总队大队长，4月回武汉。1938年9月任山东人民抗日游击五支队副司令员，后部队番号改为八路军山东纵队第五支队。10月与张铭结婚。年底任第二支队司令员。1940年9月支队改番号为第5旅，任旅长。
1945年8月，抗日战争胜利后，胶东部队扩编组建为解放军野战兵团，吴克华任第5师师长，10月率部横渡渤海到达辽宁营口，原胶东部队改编为东北人民自治军二、三纵队，吴克华任第二纵队司令员。1946年1月下旬，二、三纵合编为东北民主联军第四纵队，吴克华任司令员。7月任辽东（南满）军区副司令员。1947年1月，他任辽东（南满）军区参谋长，8月调回第四纵队任司令员。11月四纵改番号为中国人民解放军第四野战军第41军，任军长。参与指挥鞍海战役、新开岭战役等。辽沈战役期间，指挥塔山阻击战。继而随四野南下，参加平津、渡江、衡宝、广西等战役。
中华人民共和国成立后，历任第15兵团副司令员、华南军区参谋长。1952年7月任海南军区司令员兼第43军军长。1954年7月至1957年在南京军事学院学习。期间于1955年被授予中将军衔，并获二级八一勋章、一级独立自由勋章、一级解放勋章。1957年9月任济南军区第一副司令员，1963年9月人民解放军炮兵司令员。1964年12月参加第三届全国人民代表大会，任国防委员会委员。“文化大革命”期间，于1967年7月始遭受迫害，9月被隔离审查，其后被长期关押。1972年7月被解除监禁。1975年4月任铁道兵司令员，1977年8月参加中国共产党第十一次全国代表大会，任中央候补委员，中共中央军委委员。同年9月任成都军区司令员、1979年任乌鲁木齐军区司令员，1980年1月任广州军区司令员。1982年9月参加中国共产党第十二次全国代表大会，任中央顾问委员会委员，同年10月他退居二线，担任广州军区司令部顾问。1987年2月13日在广州逝世。1988年8月1日根据吴克华的遗愿，其骨灰抛撒在辽宁塔山战场。
位于芳墩村的吴克华故居已于2010年被列为弋阳县第三批重点文物保护单位。